# أندريه كوزنيتسوف
أندريه ألكساندروفيتش كوزنيتسوف  (بالروسية: Андре́й Алекса́ндрович Кузнецо́в) (مواليد 22 فبراير 1991 في روسيا، جمهورية روسيا السوفيتية الاتحادية الاشتراكية، الاتحاد السوفيتي)، هو لاعب كرة مضرب روسي محترف سابق ومدرب حاليًا. يلعب باليد اليمنى، بدأ مسيرته كمحترف عام 2009. أعلى تصنيف فردي له كان المركز الـ 39 في سنة 2016.

## روابط خارجية
- أندريه كوزنيتسوف على موقع رابطة محترفي التنس (الإنجليزية)
- أندريه كوزنيتسوف على موقع الاتحاد الدولي لكرة المضرب (الإنجليزية)
- أندريه كوزنيتسوف على موقع كأس ديفيز (الإنجليزية)
- أندريه كوزنيتسوف على موقع خلاصة التنس.كوم (الإنجليزية)
- أندريه كوزنيتسوف على موقع إي إس بي إن.كوم (الإنجليزية)
- أندريه كوزنيتسوف على موقع أوليمبيديا (الإنجليزية)